# メソスティグマ藻綱
メソスティグマ藻綱（メソスティグマそうこう）(学名：Mesostigmatophyceae) は、ストレプト植物に属する緑藻の一群である。単細胞鞭毛性であり、細胞は特徴的な鱗片で覆われている。淡水プランクトン性。
2019年現在、唯1属、メソスティグマ属 (Mesostigma) のみを含む。メソスティグマ属はプラシノ藻綱に分類されていたが、他のプラシノ藻とは系統的に近縁でなく、ストレプト植物に属することが示唆され、独立の綱 (メソスティグマ藻綱) に分類されるようになった。また分子系統解析からは、クロロキブス類がメソスティグマ属の姉妹群であることが示されることがあり、クロロキブス類をメソスティグマ藻綱に含めることもある。

## 特徴
メソスティグマ属は単細胞鞭毛性。細胞は扁平で座布団状、中央に窪みがあり、そこから2本の等鞭毛が伸びている。2本の鞭毛の等質な繊毛打 (有効打と回復打からなる鞭毛運動) によって、ひらひらと舞うように回転しながら遊泳する。
鞭毛装置は、他のストレプト植物では非対称な側方型であるのに対して、メソスティグマ属では回転対称の交叉型である。4個の微小管性鞭毛根のうち、2個 (R1, R3) に多層構造体 (MLS) が付随する。2個の基底小体はほぼ平行で、やや反時計回り方向にずれて配置している。
細胞は細胞壁を欠き、有機質鱗片に覆われている。細胞本体は、最内層の方形鱗片層、その外側の楕円形鱗片層、さらにその外側の大型のかご形鱗片で覆われる。かご形鱗片は光学顕微鏡でも確認できるほど大きい。鞭毛は方形鱗片 (ダイヤモンド形鱗片) のみで覆われ、他のプラシノ藻に一般的な毛状鱗片を欠く。
ふつう2個のピレノイドを含む1個の葉緑体をもつ。またデンプン粒に囲まれていない表在性のピレノイド様構造をもつ。カロテノイドとしてルテイン、アンテラキサンチン、ビオラキサンチン、all-trans ネオキサンチン、シフォナキサンチンおよびその派生色素（C12:0エステル、C14:0エステル)、リコペン、γ-カロテン、β-カロテンなどをもつ。青緑色光を吸収する (つまり深い水深でも光を利用できる) カロテノイドであるシフォナキサンチンは、一部のプラシノ藻やアオサ藻綱にも存在しており、緑色植物における原始形質である可能性がある。細胞中央の背面に目立つ眼点をもつ (「メソスティグマ」は中央の眼を意味する)。眼点は2〜3層の色素顆粒からなる。核は細胞左側に偏在する。鞭毛基部付近にペルオキシソームが存在する。
二分裂による無性生殖を行う。有性生殖は未知。

## 生態
メソスティグマ属はプランクトン性であり、淡水湖沼に生育する。日本の一般的な湖沼でもしばしば見られる。
メソスティグマ属に対するウイルスや共生細菌が報告されている。

## 系統と分類
単細胞鞭毛性であることや有機質鱗片をもつなどの特徴から、メソスティグマ属はプラシノ藻綱に分類されていた。ただしこの意味でのプラシノ藻は非単系統群であり、これらの特徴は緑色植物における原始形質であると考えられている。鱗片の類似性や等鞭毛をもつことから、プラシノ藻の中でも特にピラミモナス類との近縁性が示唆されていた。
しかしその後の分子系統学的研究から、他のプラシノ藻とは異なり、メソスティグマ属はストレプト植物の基部に位置することが示唆された。いくつかの生化学的特徴からも、メソスティグマ属がストレプト植物に属することが支持される。ただし一部の分子系統学的研究 (特にオルガネラDNAに基づく解析) からは、緑色植物の中で最も初期 (ストレプト植物と緑藻植物の分岐前) に分岐したことが示唆されることもある。
メソスティグマ属は、ストレプト植物の中で唯一、栄養体が鞭毛や眼点をもつ点で緑色植物の原始形質を残しており、この点ではストレプト植物における最初期分岐群であることが示唆される。このような系統的位置は一部の分子系統解析からも支持されるが、多くの分子系統学的研究では、クロロキブス藻綱の姉妹群であることが示唆されている (2019年現在)。
2019年現在、独立の綱であるメソスティグマ藻綱 (Mesostigmatophyceae) に分類され、また独立の門 (メソスティグマ植物門 Mesostigmatophyta) として扱われることもある。唯1属、メソスティグマ属 (Mesostigma) のみが知られている。数種が記載されているが、確実なものはタイプ種の Mesostigma viride のみである。下にメソスティグマ藻綱の分類体系の一例を示す。ただし上記のように、分子系統解析ではクロロキブス属がメソスティグマ属の姉妹群であることが示されることが多く、クロロキブス属をメソスティグマ藻綱に分類することもある。
| メソスティグマ藻綱の分類体系 (2019年現在) - メソスティグマ植物門 Mesostigmatophyta - メソスティグマ藻綱 Mesostigmatophyceae Marin & Melkonian, 1999 - メソスティグマ目 Mesostigmatales Marin & Melkonian, 1999 - メソスティグマ科 Mesostigmataceae Marin & Melkonian, 1999 - メソスティグマ属 Mesostigma Lauterborn, 1894 - Mesostigma grande Korshikov, 1938 - Mesostigma viride Lauterborn, 1894 (タイプ種) |